# 陈传东
陈传东（1971年11月—），男，中华人民共和国外交官，曾任中华人民共和国驻约旦哈希姆王国特命全权大使，现任中华人民共和国驻黎巴嫩共和国特命全权大使。

## 生平
陈传东高中毕业于重庆市第一中学校，大学毕业于四川外语学院英语系。曾任外交部办公厅副主任。2020年12月，出任中华人民共和国驻约旦大使。2025年6月，自驻约旦大使离任，出任中华人民共和国驻黎巴嫩大使。